# Karl Schmid jun.
Karl Schmid junior (* 2. Juni 1925 in Regensburg; † 17. November 2015) war ein deutscher Architekt.

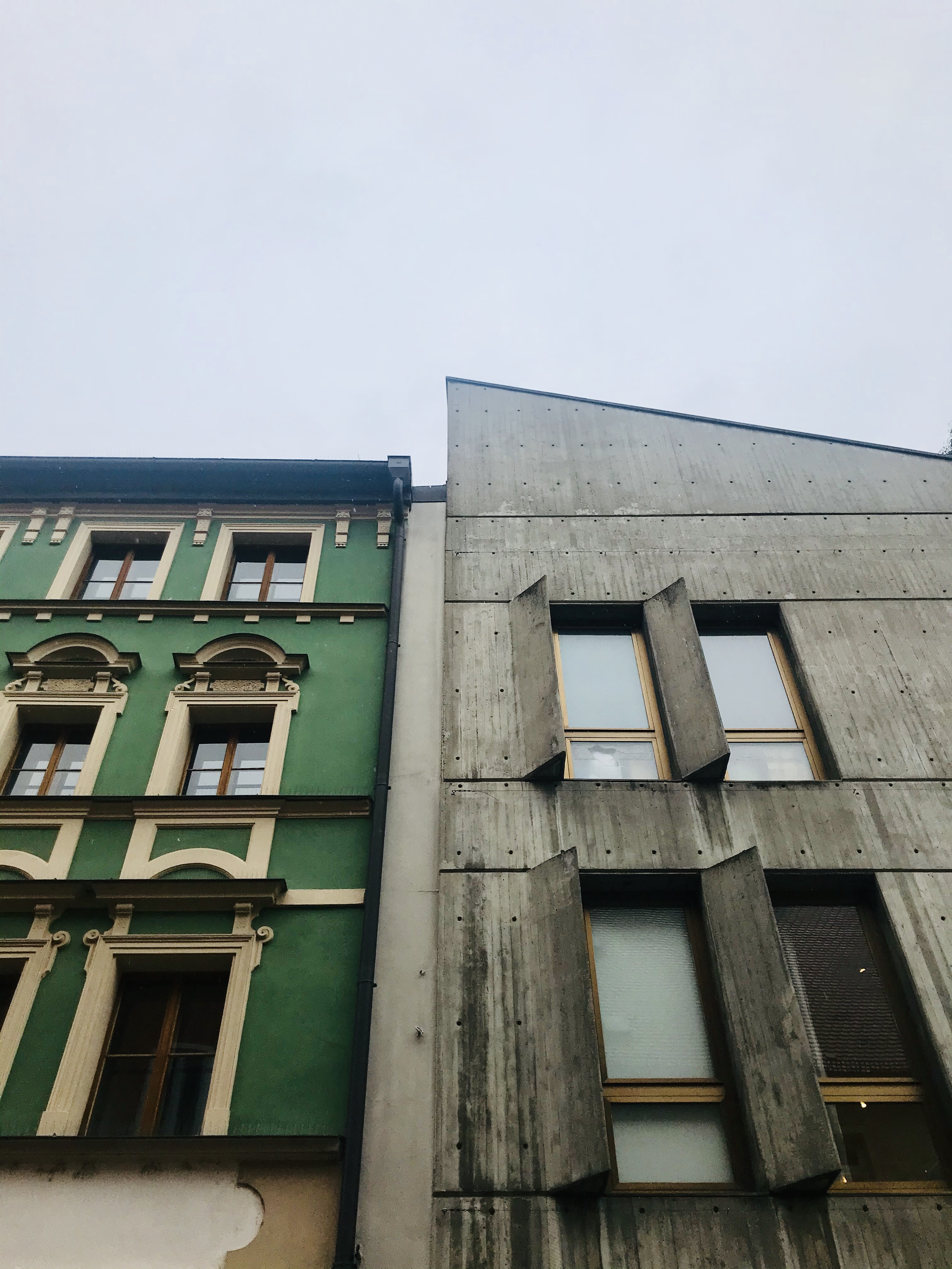
Haus Schreiner

## Werdegang und Werk
Karl Schmid wuchs als Sohn des Architekten Karl Schmid senior am Unteren Wöhrd in Regensburg auf. Er wurde zum Zweiten Weltkrieg eingezogen und kam mit 19 Jahren nach Hause zurück. Aufgrund seiner Kriegsverletzung bekam er einen Studienplatz bei Hans Döllgast und studierte Architektur an der Technischen Universität München. Nach seinem Diplom arbeitete er wie sein Vater in Regensburg und gründete 1970 mit Peter Mehr und Ludwig Eckl die Planungsgruppe Schmid-Mehr-Eckl. Es war zu der Zeit das größte Architekturbüro der Stadt. Laut Mittelbayerischer Zeitung prägten Vater und Sohn Schmid mit ihren Bauten die Stadt.
Das „Antoniushaus“, ein asymmetrisch angelegter Saalbaukomplex der Pfarrei St. Anton in der Stadt Regensburg, das Schmid jun. von 1953 bis 55 erbaut hatte, wurde in den Denkmalatlas des Bayerischen Landesamts für Denkmalpflege aufgenommen, ebenso das „Haus Schreiner“, ein Wohn-Geschäftshaus von 1970/71. Nach den Plänen von Schmid jun. entstand 1962 das Pfarrzentrum Albertus Magnus.
Mit seinen Partnern baute Schmid die AOK-Zentrale in der Bruderwöhrdstraße sowie den Neubau des Ärztehauses am Arnulfsplatz. Schmid-Mehr-Eckl planten und realisierten den „Barbara-Hof“ in Regensburg, eine zwei- bis dreigeschossige Baugruppe mit 57 Mietwohnungen, für den der Bauherr mit dem Deutschen Bauherrenpreis 1986 ausgezeichnet wurde.

## Bauten
- 1950–1955: Antoniushaus, Regensburg
- 1956: Städtische Berufsschule, Regensburg
- 1962–1963: St. Albertus Magnus, Regensburg
- 1965: Haus Schreiner, Regensburg (Baudenkmal)[7]
- 1969: Landratsamt, Regensburg (verändert)

Schmid-Mehr-Eckl in Regensburg:
- 1972: Westbad
- 1975–1977: Allgemeine Ortskrankenkasse mit Künstler Richard Triebe
- 1977: Studentenwohnanlage
- 1980: Bayerische Vereinsbank Maximilianstraße mit Franz Hart (Fassadengestaltung)
- 1980er: Barbara-Hof
- 1978–1984: Erweiterung Städtische Berufsschule